# Veronica rubrifolia
Veronica rubrifolia är en grobladsväxtart. Veronica rubrifolia ingår i släktet veronikor, och familjen grobladsväxter.

## Underarter
Arten delas in i följande underarter:
- V. r. respectatissima
- V. r. rubrifolia